# Huub van Boeckel
Huub van Boeckel (Den Haag, 25 januari 1960) is een voormalig Nederlands tennisser.

## Loopbaan
Van Boeckel werd in 1982 Nederlands kampioen in het enkelspel. Met partners Marc Albert en Menno Oosting won hij vijf keer de nationale titel in het herendubbelspel en met Marcella Mesker was hij van 1980 tot 1983 de sterkste in het gemengd dubbel. Ook internationaal deed hij vooral van zich spreken in het dubbelspel. In 1987 won hij met Michiel Schapers het Challenger toernooi van Valkenswaard. Met Wolfgang Popp was hij in datzelfde jaar verliezend finalist van het toernooi in Tel Aviv.
In het enkelspel was zijn beste internationale resultaat het bereiken van de finale van het toernooi van Adelaide in 1984, waarin hij met 2-6, 6-4, 6-4 verloor van Peter Doohan.
Van Boeckel nam enkele keren deel aan een Grandslamtoernooi. In 1985 kwam hij tot de tweede ronde van Roland Garros. In 1988 werd hij in de eerste ronde van Wimbledon uitgeschakeld door Patrick Kühnen. Zijn beste resultaat haalde hij op de Australian Open van 1985, toen hij in de derde ronde werd uitgeschakeld door landgenoot Schapers. In oktober 1985 bereikte hij met een 93e plek zijn hoogste positie op de wereldranglijst. Hij kwam voor Nederland uit in de Davis Cup.

## Palmares

### Enkelspel
| Nr.              | Datum            | Toernooi | Ondergrond | Tegenstander in finale | Score         | Details |
| ---------------- | ---------------- | -------- | ---------- | ---------------------- | ------------- | ------- |
| Verloren finales |                  |          |            |                        |               |         |
| 1.               | 23 december 1984 | Adelaide | Gras       | Peter Doohan           | 1-6, 6-1, 6-4 | details |